# Phare de Wing's Neck
Le phare de Wing's Neck (en anglais : Wing's Neck Light) est un phare inactif situé dans le village de Bourne, dans le Comté de Barnstable (État du Massachusetts).
Il est inscrit au Registre national des lieux historiques depuis le 15 juin 1987 .

## Histoire
Il est situé au bout de Wing's Neck, une péninsule située entre le port de Pocasset et le chenal de Hog Island, qui permet d'accéder au canal du cap Cod. Le premier phare a été construit sur le site en 1849. C'était une maison de gardien en pierre avec une tour à ossature en bois et elle a été détruite par un incendie en 1878.
Le phare actuel et la maison du gardien ont été construits en 1889. C'est la seule lumière à ossature de bois et la maison du gardien qui soient reliées par un chemin couvert de cette époque. Il a été désactivé en 1945
Après de nombreuses années en tant que résidence privée, la maison a été rénovée en 2003 pour la location de vacances à la semaine. La tour a été réparée et repeinte en 2014.

## Description
Le phare est une tour en bois hexagonale, avec une galerie et une lanterne de 10 m de haut. La tour est peinte en blanc, la lanterne est noire et le caisson est rouge.
Identifiant : ARLHS : USA-899 .
|             |
| Wing's Neck |

### Lien connexe
- Liste des phares du Massachusetts